# B3 (Zypern)
Die B3 ist eine Hauptstraße erster Ordnung in Zypern. Sie verbindet die Hafenstadt Larnaka mit dem Südosten der Insel auf einer Länge von etwa 25 km.

## Verlauf
Die B3 beginnt in Larnaka, etwas nördlich des Stadtzentrums. Von hier aus folgt sie dem Küstenverlauf der Bucht von Larnaka nach Osten durch verschiedene Küstenorte und durchquert die britische Militärbasis Dhekelia. Nach Kreuzung der Autobahn 3, welche zu großen Teilen parallel zur Straße verläuft, durchquert die B3 den Ort Xylofagou wieder auf zyprischem Gebiet und endet in der A3.